# Ed Summerlin
Edgar „Ed“ Eugene Summerlin (* 1. September 1928 in Marianna (Florida); † 10. Oktober 2006 in Rhinebeck) war ein amerikanischer Jazzmusiker (Tenorsaxophon, Klarinette, Synthesizer), Komponist und Musikpädagoge, der frühe Jazzmessen schrieb.

## Leben und Wirken
Summerlin machte 1951 einen ersten Studienabschluss an der Central Missouri State University und im Folgejahr seinen Master an der Eastman School of Music, um dann private Kompositionsstudien bei Gunther Schuller und Hall Overton zu treiben. Nachdem er in den Bands von Sonny Dunham, Ted Weems und Tony Pastor spielte, lehrte er in der zweiten Hälfte der 1950er Jahre an der University of North Texas. Dort komponierte er anlässlich des Todes seiner neunjährigen Tochter  sein Requiem for Mary Jo, das im selben Jahr an der Southern Methodist University uraufgeführt wurde und als das erste Werk gilt, das in bemerkenswerten Umfang Elemente des Jazz in die Kirchenmusik einführte. Im selben Jahr schrieb er eine Jazzmesse auf einen Text von John Wesley. Teile dieser Werke waren Bestandteile seines Debütalbums Liturgical Jazz (1959), das im Down Beat viereinhalb Sterne erhielt und im März 1960 im Fernsehen präsentiert wurde.
In den frühen 1960er Jahren kehrte Summerlin nach New York zurück, wo er mit Eric Dolphy, Pete LaRoca, Don Ellis und Sheila Jordan auftrat und für Ron Carter, Steve Kuhn, Freddie Hubbard, Dave Liebman, Toshiko Akiyoshi und Lee Konitz arrangierte bzw. komponierte. Summerlin schrieb später zahlreiche weitere kirchenmusikalische Werke, häufig zu Texten des methodistischen Theologen Roger Ortmayer. Ende der 1960er leitete er gemeinsam mit dem Journalisten und Musiker Don Heckman den Improvisational Jazz Workshop.
1971 begründete Summerlin das Jazzprogramm am City College of New York, das er bis 1989 leitete. 2006 starb er an den Folgen einer Krebserkrankung.

## Diskographische Hinweise
- Liturgical Jazz (Ecclesia Records) (1959)
- Ring Out Joy (Avant-Garde Records) (1968)
- Don Heckman/Ed Summerlin The Improvisational Jazz Workshop (Ictus 1967)
- Sum of the Parts (Ictus)
- Eye on the Future (Ictus, 2000)[5]

## Werkeverzeichnis (Auswahl)
- Requiem for Mary Jo
- Episcopal Evensong
- Jazz Vespers Service
- Liturgy of the Holy Spirit[1]